# Virgilio Oñate Gil
Virgilio Oñate Gil (Madrid, 18 de desembre de 1924 - Aravaca, Madrid, 1 de juny de 1987) va ser un polític espanyol.

## Biografia
Fill del que fos Director de la Cadena SER, Virgilio Oñate Sánchez. Titulat en Enginyeria de Camins, Canals i Ports el 1950, i durant catorze anys va treballar com a Enginyer al servei de l'Administració. També fou procurador en Corts des de 1967.
Més tard és nomenat Director General d'Obres Públiques en el Ministeri d'Obres Públiques i successivament Sotssecretari i Ministre d'Agricultura, formant part del primer Govern d'Espanya després de la mort de Francisco Franco, sota presidència de Carlos Arias Navarro, entre el 12 de desembre de 1975 i el 5 de juliol de 1976.
Amb posterioritat es va dedicar al món empresarial, arribant a presidir una societat de fabricació de formigó.